# Intégration à très grande échelle

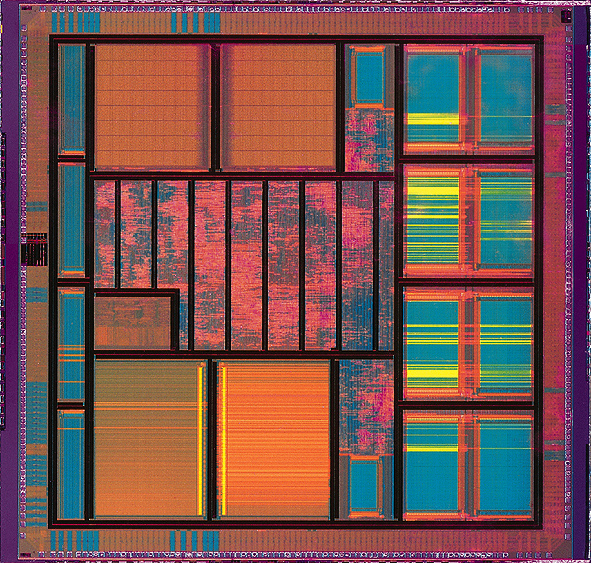
Un die de circuit intégré VLSI.

L'intégration à très grande échelle (ou VLSI  pour Very-Large-Scale Integration en anglais) est une technique de circuit intégré (CI) dont la densité d'intégration permet de supporter plus de 100 000 composants électroniques sur une même puce.

## Historique de la technologie
Elle a été réalisée pour la première fois dans les années 1980, dans le cadre du développement des technologies des semi-conducteurs et des communications.
Les premières puces à semi-conducteurs supportaient un seul transistor
chacune. Avec les progrès subséquents, on est arrivé à ajouter de plus en plus
de transistors, et, en conséquence, de plus en plus de fonctions ou de systèmes
individuels ont pu, avec le temps, être intégrés. Un microprocesseur est
un dispositif VLSI.
La première génération d'ordinateurs utilisait des tubes à vide. Puis, vinrent les dispositifs à semi-conducteurs, suivis des circuits intégrés. Les CI intègrent plusieurs dispositifs sur la même puce: des diodes, des transistors, des résistances et des condensateurs voire
des inductances, ce qui rend possible la fabrication d'une ou de plusieurs portes logiques sur un même circuit. La quatrième génération a, ainsi, consisté en une intégration à grande échelle (LSI - Large-Scale Intégration), c'est-à-dire en des circuits comportant de 1 000 à 10 000 composants. La technologie VLSI a succédé naturellement à la LSI.
Les techniques actuelles dépassent de loin ce niveau, de sorte que les
microprocesseurs fabriqués aujourd'hui comportent plusieurs milliards de
portes. Issus de cette technologie, les réseaux logiques programmables (FPGA - Field-Programmable Gate Arrays) sont des composants VLSI entièrement reconfigurables, ce qui permet de les reprogrammer à volonté. Leur densité permet d'effectuer des calculs complexes à des vitesses élevées.